# Spectrunculus grandis
Spectrunculus grandis é uma espécie de actinopterigeo.

## Nome Comum
É vulgarmente chamado de G'anda Peixe! no arquipélago dos Açores e fora destas ilhas Abadejo-grande .[carece de fontes?]

## Descrição
É um dos maiores peixes osseos a habitar abaixo dos 2000 metros, alcancando os 127 centimetros de comprimento. O macho é maior que a femea e mais escuro. Possui um corpo longo e lateralmente espalmado, com um focinho arredondado com uma única narina anterior carnuda em frente de uma narina posterior plana.

## Distribuição
O Spectrunculus grandis é comum no mar profundo a nível global. É um peixe demersal, habitando o fundo do mar principalmente entre as batimetrias dos 2000 e 3000 metros, e observado até aos 4800 metros.

## Biologia
É oviparo.

## Ligações externos
Ed. Froese, Rainer; Pauly, Daniel (Julho de 2009). «"Spectrunculus grandis"». www.fishbase.org (em inglês). FishBase